# Joachim von Delbrück
Ernst Wilhelm Felix Joachim Delbrück, après 1916 von Delbrück, né le 30 mars 1886 à Tuchel en province de Prusse-Occidentale et mort le 1er août 1951 à Munich, est un écrivain, critique et romancier allemand.

## Biographie
Delbrück est le fils aîné du ministre d'État du royaume de Prusse Clemens Delbrück (1856-1921) et de son épouse Meta, née Liedke (1857-1914). Clemens Delbrück est élevé le 22 mai 1916 à la noblesse prussienne, ajoutant ainsi la particule von. Joachim Delbrück grandit à Dantzig et poursuit d'abord ses études de droit à Kiel, pour ensuite se tourner vers l'étude de l'histoire, la littérature et la musique à Munich. Il se lance dans la carrière d'écrivain en 1908, faisant paraître des drames, des romans, des récits et des ouvrages d'histoire. Il écrit aussi une courte biographie de son père et des documents sur ses activités pendant la Première Guerre mondiale ainsi qu'un rapport sur la vie des mineurs avec un tableau des accidents miniers, et un livre sur les naufrages publié en 1914.
Parmi ses romans, l'on peut distinguer Spiel in Moll sur le compositeur Frédéric Chopin. Une lecture de trois chapitres du manuscrit de cet ouvrage incita Thomas Mann, le 29 octobre 1918, à décrire Delbrück dans son Journal comme un « âne » ; néanmoins, le livre a été publié et a été par exemple traduit en néerlandais. 
Il est également connu comme critique et a été fréquemment impliqué dans des émissions de radio dans les années 1920. Dès 1925, il fait partie de l'équipe de programmation de la Bayerischer Rundfunk Après 1933, il est intendant de la radiodiffusion du Reich de Munich.
Il épouse en premières noces le 24 avril 1909 à Munich Juliane Fallenbacher, née le 16 février 1882 à Senftenberg en Basse-Lusace, fille du professeur de musique, Alois Fallenbacher, et de Maria, née Suchanek. Cette union demeure sans enfant et est dissoute. En secondes noces, Delbrück épouse le 16 décembre 1924 à Essen Betty Limpio (née le 6 septembre 1903 à Graudenz, en Prusse-Occidentale, et morte le 5 mars 1953 à Munich). Ils ont un fils et une fille.

## Œuvres

### Romans et récits
- Über den Feldern. Munich et Leipzig 1911.
- Variété. Ullstein-Verlag, Vienne et Berlin 1916.
- Der Untergang des Postdampfers. Verlag Georg Müller, Munich 1916.
- Spiel in Moll. Ein Chopin-Roman. Ullstein-Verlag 1919 (l'éditionnéerlandaise paraît sous le titre de Chopins Levensroman. Met 12 afbeeldingen à Gravenhage)

### Essais
- Der Tag ohne Licht. Sechs Monate unter Bergleuten. Berlin, Verlag für Kulturpolitik, 1928.
- Clemens von Delbrück. Ein Charakterbild. Verlag G. Stilke, Berlin 1922.

### Travaux d'édition
- Das Buch der Schiffbrüche. Auteurs: Holger Drachmann, Selma Lagerlöf, Charles Sealsfield, Edgar Allan Poe, Noble, Farrere, Friedrich Gerstäcker, Pierre Mille, Karl Hans Strobl, Pierre Loti, Daudet, Wilhelm Hauff. Verlag Georg Müller, München und Leipzig 1914.
- General Tod – Kriegsnovellen. Verlag Georg Müller, München 1915
- Der deutsche Krieg in Feldpostbriefen. 9 Bände, München 1915–1917
- Magnus J. von Crusenstolpe (Autor): Russische Hofgeschichten. Unter Benutzung zeitgenössischer Originaldokumente bearbeitet, eingeleitet und mit zahlreichen Anmerkungen herausgegeben von Joachim Delbrück. 4 Bände, Verlag Georg Müller, München 1917–1923.
- Heinrich Conrad (éd.), Carl Eduard Vehse (Autor): Badische und hessische Hofgeschichten. Mit Anmerkungen und einem Nachwort von Joachim Delbrück, München 1922.
- Carl Eduard Vehse: Bayerische Hofgeschichten. Eingeleitet und mit Anmerkungen von Joachim Delbrück (Hg.), Verlag Georg Müller, München 1922.
- Friederike. Das Sesenheimer Idyll in Worten Goethes. Potsdam 1935
- Clemens von Delbrück: Die wirtschaftliche Mobilmachung in Deutschland 1914. Aus dem Nachlass herausgegeben, eingeleitet und ergänzt von seinem Sohn Joachim von Delbrück, Verlag für Kulturpolitik, 1924.